# Varcia kirbyi
Varcia kirbyi är en insektsart som först beskrevs av Melichar 1898.  Varcia kirbyi ingår i släktet Varcia och familjen Nogodinidae. Inga underarter finns listade i Catalogue of Life.